# Pastel de ron

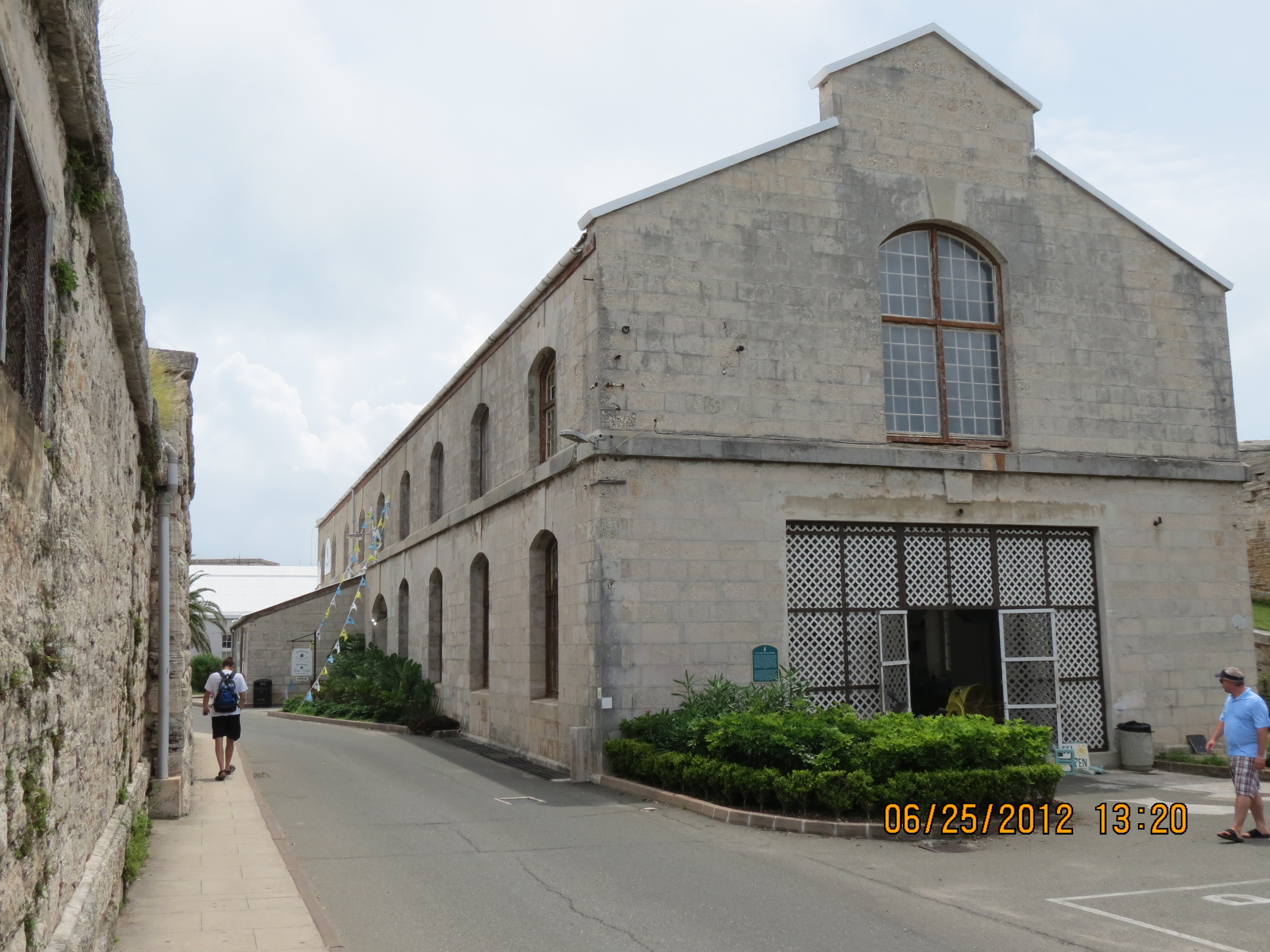
Fábrica de pastel del ron en Bermudas

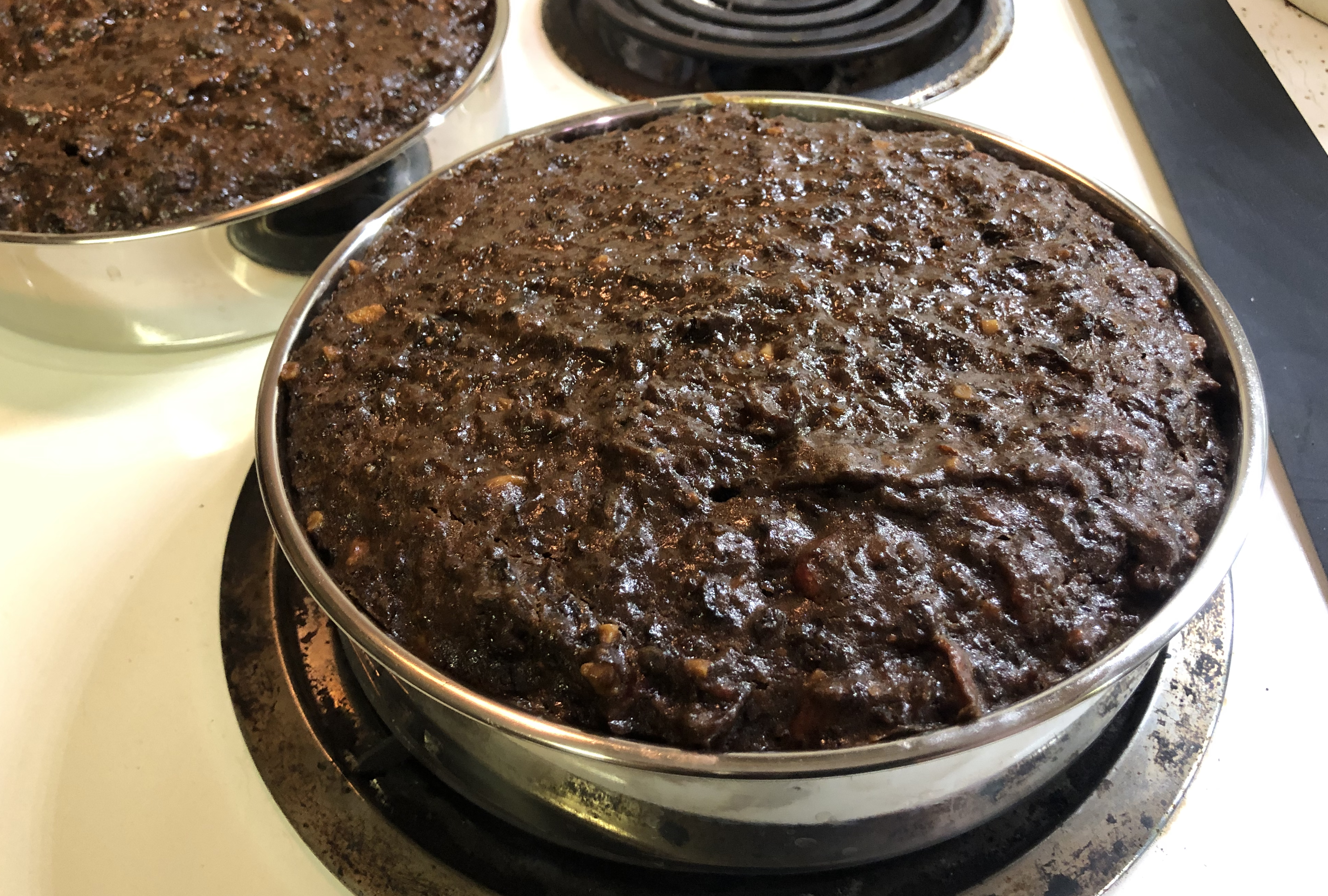
Pastel negro en Trinidad y Tobago

El pastel de ron es un tipo de pastel que se sirve como postre que contiene ron. En la mayoría del Caribe, los pasteles de ron son un postre de estación o temporada de fiestas tradicional, que derivan de los pudings festivos (como el figgy puding). Tradicionalmente, la fruta seca se remoja en ron unos meses y luego se añade a la masa preparada con azúcar, la cual ha sido caramelizada en agua hirviendo. El resultado, también se conoce como "pastel negro", es similar a un fruitcake, con una textura más ligera.  [Se necesita cita]
En Trinidad y Tobago, las frutas se remojan y preservan en brandy de cereza para preparar el pastel negro. El pastel negro se asocia tradicionalmente con la Navidad en Trinidad y Tobago.
En los Estados Unidos continentales, los pasteles de ron son populares desde al menos los años 70.  Mientras muchos viajeros llegan a las islas en busca de variedades del Caribe, cada vez más, pequeñas compañías de EE. UU. compiten por este mercado de la misma manera que cerveceras artesanales compiten con los fabricantes grandes de cerveza.  Algunos ofrecen pasteles de ron por pedido. Algunos le agregan el ron directamente a sus pasteles (en vez de glasearlos). Muchos parecen tener recetas con décadas de antigüedad. En Puerto Rico, el pastel de ron se llama Bizcocho de Ron, y es un pastel esponjoso que absorbe el ron. Si se le añade fruta puede ser fresca o disecada. Uvas pasas y sultanas pueden remojarse en ron durante un día o una noche. Los Bizcochos de Ron se dan como regalo durante la temporada de fiestas navideñas. [Se necesita cita]
Es posible embriagarse por el consumo excesivo de pastel de ron, y algunos pasteles de ron como el Tortuga contienen más que cinco por ciento de alcohol, aunque algunos están preparados con menos de 0.5% alcohol. Típicamente se prepara con ciruelas y uvas pasas remojadas en ron, así como con azúcar morena y un caramelo agridulce llamado "browning".